# Nederlandse kampioenschappen schaatsen afstanden 2024 - 1500 meter mannen
De 1500 meter mannen op de Nederlandse kampioenschappen schaatsen afstanden 2024 werd gehouden op vrijdag 29 december 2023 in Thialf in Heerenveen. Er reden 20 deelnemers mee.
Routinier Kjeld Nuis haalde zijn vierde titel binnen. Titelverdediger Patrick Roest werd ditmaal tweede. Wesly Dijs kompleteerde het podium. De top vijf werd geleverd door Team Reggeborgh. Opvallende nummer zes was Thomas Krol die in de negen voorafgaande jaren acht keer op het podium stond. Het podium plaatste zich voor de EK afstanden en WK afstanden.

## Uitslag
| #      | Schaatsster     | Tijd       | Verschil |
| ------ | --------------- | ---------- | -------- |
| Goud   | Kjeld Nuis      | 1.43,75    |          |
| Zilver | Patrick Roest   | 1.44,38    | +0,63    |
| Brons  | Wesly Dijs      | 1.44,45    | +0,70    |
| 4      | Tim Prins       | 1.45,02 PR | +1,27    |
| 5      | Bart Hoolwerf   | 1.45,12 PR | +1,37    |
| 6      | Thomas Krol     | 1.45,28    | +1,53    |
| 7      | Louis Hollaar   | 1.45,56    | +1,81    |
| 8      | Tijmen Snel     | 1.45,63    | +1,88    |
| 9      | Marcel Bosker   | 1.46,03    | +2,28    |
| 10     | Joep Wennemars  | 1.46,37    | +2,62    |
| 11     | Remo Slotegraaf | 1.46,73 PR | +2,98    |
| 12     | Chris Huizinga  | 1.47,08    | +3,33    |
| 13     | Sijmen Egberts  | 1.47,27 PR | +3,52    |
| 14     | Mats Siemons    | 1.47,64    | +3,89    |
| 15     | Serge Yoro      | 1.48,14    | +4,39    |
| 16     | Beau Snellink   | 1.48,24    | +4,49    |
| 17     | Kayo Vos        | 1.48,39    | +4,64    |
| 18     | Jur Veenje      | 1.48,96    | +5,21    |
| 19     | Gert Wierda     | 1.49,01    | +5,26    |
| 20     | Gijs Esders     | 1.49,22    | +5,47    |

1987 · 
1988 · 
1989 · 
1990 · 
1991 · 
1992 · 
1993 · 
1994 · 
1995 · 
1996 · 
1997 · 
1998 · 
1999 · 
2000 · 
2001 · 
2002 · 
2003 · 
2004 · 
2005 · 
2006 · 
2007 · 
2008 · 
2009 · 
2010 · 
2011 · 
2012 · 
2013 · 
2014 · 
2015 · 
2016 · 
2017 · 
2018 · 
2019 · 
2020 · 
2021 · 
2022 · 
2023 · 
2024 · 
2025